# Diaphorus lautus
Diaphorus lautus är en tvåvingeart som beskrevs av Friedrich Hermann Loew 1869. Diaphorus lautus ingår i släktet Diaphorus och familjen styltflugor. Inga underarter finns listade i Catalogue of Life.